# Hasso Zorn
Winfried Hasso Zorn (* 28. Juni 1931 in Frankfurt (Oder); † 4. Februar 2016 in Berlin) war ein deutscher Schauspieler und Synchronsprecher. Er ist unter anderem als die Stimme von Eli Wallach, David Kelly und Philip Baker Hall zu hören.

## Leben
Hasso Zorn absolvierte seine Schauspielausbildung an der Berliner Theaterschule. Danach arbeitete er an den Theatern in Stendal, Görlitz, Magdeburg und Frankfurt (Oder). Seit 1969 war er auch als Synchronsprecher tätig. Zorn war mit Jessy Rameik verheiratet. Juana-Maria von Jascheroff ist seine Tochter, Felix und Constantin von Jascheroff seine Enkel. Am 4. Februar 2016 starb Hasso Zorn im Alter von 84 Jahren in Berlin.

## Filmografie
- 1967: Zwanzig Zahnbürsten (Fernsehfilm)
- 1967: Der schwarze Reiter (Fernsehdreiteiler)
- 1968: Der Kristallspiegel (Fernsehdreiteiler)
- 1970: Tscheljuskin (Fernsehzweiteiler)
- 1970: Der Mörder sitzt im Wembley-Stadion (Fernsehzweiteiler)
- 1971: Optimistische Tragödie (Fernsehfilm)
- 1972: Leichensache Zernik
- 1976: Das Mädchen Krümel (Fernsehserie, sieben Folgen)
- 1977: Verfolgung (Fernsehfilm)

## Synchronisation (Auswahl)
Henry Gibson
- 1998: Star Trek: Deep Space Nine als Nilva
- 2004–2008: Boston Legal als Richter Clark Brown

Peter Vaughan
- 1998: Les Miséerables als Bischof
- 2003: Die Mutter – The Mother als Toots
- 2004: The Life and Death of Peter Sellers als Bill Sellers

Levon Helm
- 2005: Three Burials – Die drei Begräbnisse des Melquiades Estrada als alter Mann mit Radio
- 2007: Shooter als Mr. Rate
- 2009: In the Electric Mist – Mord in Louisiana als General John Bell Hood

Martin Landau
- 2008: City of Ember – Flucht aus der Dunkelheit als Sul
- 2011: Mysteria als Hotel Manager
- 2013: Anna Nicole – Leben und Tod eines Playmates als J. Howard Marshall

David Kelly
- 2001: Mean Machine – Die Kampfmaschine als Doc
- 2004: Calcium Kid als Paddy O'Flannagan
- 2005: Charlie und die Schokoladenfabrik als Grandpa Joe
- 2007: Der Sternwanderer als Der Wächter

Eli Wallach
- 2000: Glauben ist alles!  als Rabbi Ben Lewis
- 2003: Mystic River als Mr. Loonie
- 2006: Liebe braucht keine Ferien als Arthur Abbott
- 2010: Der Ghostwriter als alter Mann
- 2010: Wall Street: Geld schläft nicht als Jules Steinhardt

### Filme
- 1998: Der (wirklich) allerletzte Streich der Olsenbande  – Benny Hansen als Krankenpfleger (auch Synchronregie)
- 2008: Das Lächeln der Sterne – Scott Glenn als Robert Torrelson
- 2010: Alice im Wunderland – Michael Gough als Dodo
- 2013: Inuk – Jakob Løvstrøm Uunartoq als Uunartoq

### Serien
- 1965: Tausend Meilen Staub – John Anderson als Major Cantwell
- 1996–2001: Donkey Kongs Abenteuer – Marie Montoya als Bubbles
- 2005–2006: Desperate Housewives – Bob Newhart als Morty Flickman
- 2009–2010: Ghost Whisperer – Stimmen aus dem Jenseits – David Clennon als Carl the Watcher
- 2014: 1600 Penn – René Auberjonois als Winslow Hannum
- 2015: Ninjago – Paul Dobson als Sensei Wu (2. Stimme)
- 2009–2016: Archer – George Coe und Tom Kane als Arthur Woodhouse

## Hörspiele (Auswahl)
- 1972: Werner Jahn: Maiglöckchen für Sommerlatte (Herr Bach) – Regie: Joachim Gürtner (Hörspielreihe: Neumann, zweimal klingeln – Rundfunk der DDR)
- 1973: Hans Siebe: In Sachen Rogge (Gürtner) – Regie: Fritz-Ernst Fechner (Hörspielreihe: Tatbestand Nr. 2 – Rundfunk der DDR)
- 1978: Jacob Grimm/Wilhelm Grimm: Das Meerhäschen (Rabe) – Regie: Christa Kowalski (Kinderhörspiel/Kurzhörspiel – Rundfunk der DDR)
- 1982: E. T. A. Hoffmann: Wenn man einen Nußknacker liebt (Vater) – Regie: Christa Kowalski (Kinderhörspiel – Rundfunk der DDR)
- 1992: Heinrich Traulsen: König und Besenbinder (Posten) – Regie: Peter Groeger (Kinderhörspiel – DS Kultur)
- 2009: Gruselkabinett 33 – Jagd der Vampire (Teil 2 von 2)[2]
- 2013: Gregs Tagebuch 3 – Ich war’s nicht![3]
- 2013: Gabriel Burns 38 – Der Tod ist eine Lektion[3]
- 2013: Minas Abenteuer 01 – Der Baum der Wunder
- 2014: Gruselkabinett 86 – Die Kreatur[2]
- 2015: Gruselkabinett 100 – Träume im Hexenhaus[3]